# 国防部审判战犯军事法庭
国防部审判战犯军事法庭，简称南京軍事法庭，是1946年2月中華民國國民政府成立的审判中日本军国主义法西斯戰犯的軍事法庭，隸屬中華民國國防部。

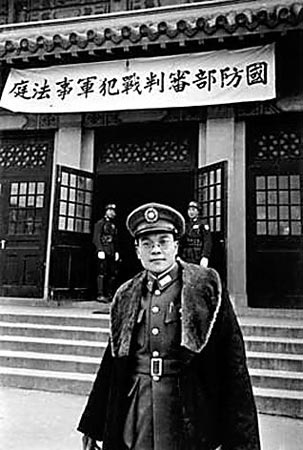
1947年任国防部审判战犯军事法庭审判长的石美瑜

## 建立
1946年2月，根据《審判戰犯條例》的规定，国民政府成立国防部审判战犯军事法庭（南京军事法庭），统一审判由中国驻日代表团引渡到中国的乙级战犯、丙级战犯以及中国各地法庭移交的日本战犯。

## 审判
该法庭先后审判了酒井隆、谷寿夫、田中军吉、向井敏明、野田毅、冈村宁次等战犯。

## 建筑
该法庭遗址位于南京市中山东路307号，现为钟山宾馆黄埔厅（礼堂）。这个地方在1935年10月，举行过南京历史上的第一次集体婚礼。1941年9月，汪精卫政权也在此成立培训军校基地。1946年2月起，该法庭在这里对制造南京大屠杀的主犯谷寿夫、乙级战犯田中军吉、向井敏明、野田岩（野田毅）等人进行了审判；庭长石美瑜任审判长，宋书同、李元庆、葛召棠、叶在增任审判官。为了纪念中国抗日战争，国民政府逐渐对该遗址恢复原貌，供后人参观。